# Cartão Azul (União Europeia)
O Cartão Azul UE (em inglês: EU Blue Card) é uma permissão de trabalho aprovada para a União Europeia (Diretiva (UE) 2021/1883) que permite que estrangeiros altamente qualificados que não pertencem a um estado-membro da UE trabalhem e vivam em 25 dos 27 países da União Europeia, porque a Dinamarca e a Irlanda possuem derrogações (opt-out) na legislação do Espaço de Liberdade, Segurança e Justiça (ELSJ). No entanto, de acordo com as novas regras, se se tratar de uma viagem de negócios, permite a entrada num estado-membro do Espaço Schengen mesmo que o membro da UE emissor do Cartão Azul não seja estado-membro do Espaço Schengen, como acontece com o membro da UE Chipre. O termo Cartão Azul UE foi atribuído pelo laboratório de ideias Bruegel, inspirado no Cartão Verde (Green Card) dos EUA (oficialmente conhecido como "cartão de residente permanente") e fazendo referência à bandeira europeia que é azul com doze estrelas douradas.

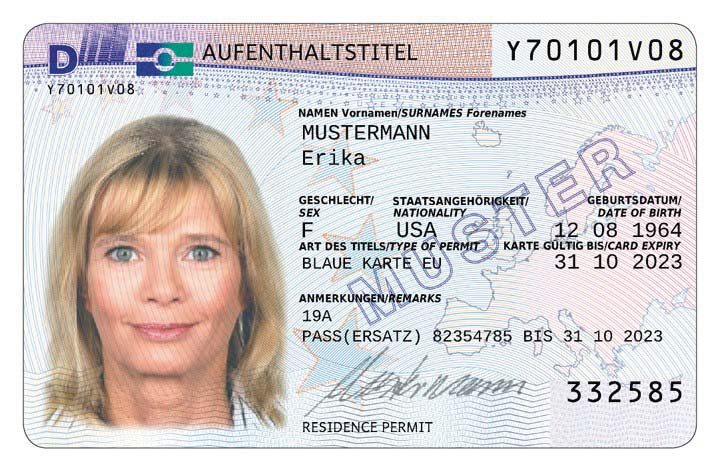
Modelo de cartão de uma Autorização de Residência para o Cartão Azul (face frontal) emitida na Alemanha em dezembro de 2019.

A proposta do Cartão Azul UE apresentada pela Comissão Europeia oferece um procedimento unilateral para os estrangeiros nacionais de países terceiros solicitarem uma permissão de trabalho, que é válida por até (3) três anos, mas que pode ser renovada, posteriormente, a requerimento do interessado. O estatuto do Cartão Azul UE também traz outros direitos, como regras favoráveis de Reagrupamento Familiar. A proposta também encoraja a mobilidade geográfica dentro da UE, entre diferentes estados-membros, para aqueles que tenham obtido um Cartão Azul UE. A base legal desta proposta foi o artigo 63.º, n.ºs 3 e 4, do Tratado de Roma (atual artigo 79.º do TFUE).

## Proposta
A proposta do Cartão Azul UE foi apresentada numa conferência de imprensa em Estrasburgo, a 23 de outubro de 2007, pelo Presidente da Comissão Europeia José Manuel Durão Barroso e pelo Comissário para a Justiça, Liberdade e Segurança, Franco Frattini. Barroso explicou os motivos da proposta como: a futura falta de mão-de-obra e competências da UE; a dificuldade dos trabalhadores de países terceiros em se deslocarem entre os diferentes estados membros para finalidades de trabalho; os procedimentos de admissão conflitantes para os diferentes 27 estados membros, e a "lacuna de direitos" entre os cidadãos da UE e os imigrantes legais. A proposta foi apresentada juntamente com outra proposta, COM(2007)638, que incluía um procedimento de candidatura simplificado e um conjunto comum de direitos para os trabalhadores legais de países terceiros. O nome "Cartão Azul" é escolhido para sinalizar aos imigrantes legais altamente qualificados que o Cartão Azul UE é a alternativa europeia ao Cartão Verde (Green Card) dos EUA. A cor azul é a cor predominante das bandeiras e logótipos da União Europeia.

## Aprovação
A 20 de novembro de 2008, o Parlamento Europeu apoiou a introdução do Cartão Azul UE, embora recomendando algumas salvaguardas contra a fuga de cérebros dos países terceiros e defendendo uma maior flexibilidade para os estados-membros da UE. Muitas destas sugestões, no entanto, foram ignoradas na legislação subsequente que foi aprovada em 25 de maio de 2009. Porém, alguns compromissos foram estabelecidos, como a obrigação "dos estados-membros estabelecerem quotas para os titulares do Cartão Azul UE ou proibi-los totalmente se considerarem adequado". As regras do Cartão Azul UE também podem ter problemas com a Diretiva Europeia de Residência Permanente. Alguns estados-membros da UE não cumprem a implementação do programa Cartão Azul UE, por ainda não terem transposto para a legislação nacional as regras da Diretiva do Cartão Azul, que deveriam ter sido implementadas antes de 19 de junho de 2011. Hoje, a reforma deste Cartão Azul UE é um tópico altamente debatido a nível europeu. A pandemia de COVID-19 expôs o envelhecimento e a diminuição dos trabalhadores altamente qualificados no setor de saúde. A Diretiva 2009/50/CE do Conselho foi revogada e substituída pela Diretiva (UE) 2021/1883 com efeitos a partir de 19 de novembro de 2023.

## Implementação
Em agosto de 2020, os países europeus variavam enormemente no número de Cartões Azuis UE emitidos. Chipre, Grécia e Países Baixos ainda não tinham emitido nenhum Cartão Azul UE, enquanto que a Alemanha encontrava-se na liderança com a emissão de 27.000 cartões azuis, seguida pela França com 1.500 cartões azuis.
Mesmo após vários anos da expiração do prazo de transposição da Diretiva que era 19 de junho de 2011, alguns estados-membros ainda não transpuseram totalmente a legislação ou não concederam todos os direitos previstos na Diretiva. Já os grupos de reflexão, apresentaram ideias elaboradas para aperfeiçoar o Cartão Azul UE e os seus pontos fracos.
A Alemanha transpôs parcialmente a legislação do Cartão Azul UE em abril de 2012, com foco nas habilidades linguísticas e nas áreas científicas de carência, como engenharia, matemática e TI. Em 1 de janeiro de 2014, a Alemanha distribuiu 7.000 cartões azuis, sendo que 4.000 deles foram atribuídos a estrangeiros que já viviam na Alemanha.
Uma seção específica do Cartão Azul UE foi adicionada ao Portal da Imigração da UE em 7 de junho de 2016. O sítio web fornece informações específicas de cada estado membro para os possíveis candidatos ao Cartão Azul UE. Afirma que apenas as autoridades dos estados-membros da UE podem emitir cartões azuis e alerta para os candidatos evitarem utilizar quaisquer sítios web de candidatura não oficiais que possam conter informações incorretas ou que possam cobrar pelos seus serviços.

## Requisitos
De acordo com a Diretiva (UE) 2021/1883, para se poder candidatar a um Cartão Azul UE, os estrangeiros candidatos têm de:
- apresentar um contrato de trabalho válido ou, conforme previsto no direito nacional, uma oferta vinculativa de emprego altamente qualificado de um período de, pelo menos, seis meses no estado-membro da UE em causa
- comprovar o cumprimento dos requisitos legais para as profissões na UE:
  - para profissões não regulamentadas, apresentar documentos comprovativos das qualificações profissionais elevadas pertinentes para o trabalho a realizar (que são a apresentação de 3+ anos de educação superior equivalente a um mínimo de 180 pontos de créditos ECTS, ou experiência de trabalho pertinente em áreas científicas de carência para o estado-membro da UE de 5+ anos)
  - para profissões regulamentadas, apresentar documentos comprovativos de que estão preenchidas as condições a que o direito nacional subordina o exercício, pelos cidadãos da UE, da profissão regulamentada indicada no contrato de trabalho ou na oferta de emprego vinculativa, nos termos do direito nacional (comprovativo de inscrição em ordem ou associação profissional exigida nas convenções coletivas setoriais)
- trabalhar na UE como trabalhador assalariado (por conta de outrem): o Cartão Azul UE não se aplica para os trabalhadores independentes (autónomos) ou para os empresários
- apresentar um documento de viagem válido, nos termos do direito nacional, e, se exigido, um pedido de visto, um visto válido ou, quando aplicável, um título de residência válido ou um visto de longa duração válido
- apresentar o comprovativo de que subscreveu ou, caso o direito nacional o preveja, de que requereu um seguro de doença que cubra todos os riscos contra os quais são normalmente cobertos os nacionais do estado-membro da UE em causa, durante os períodos em que não beneficiará, ao abrigo do seu contrato de trabalho ou em ligação com este, de qualquer cobertura deste tipo nem do direito a qualquer prestação correspondente
- não ser considerado uma ameaça para a ordem pública, a segurança pública ou a saúde pública.
- o montante de salário anual bruto resultante do salário mensal ou anual especificado no contrato de trabalho ou na oferta de emprego vinculativa não ser inferior ao limiar salarial nacional definido e publicado para esse efeito pelo estado-membro da UE em causa.

Os estados-membros da UE estabelecem o salário mínimo para os titulares do Cartão Azul UE, que não pode ser inferior a 1,5 vezes (150%) do salário anual bruto médio do estado membro da UE de destino, ou 1,2 vezes (120%) para as profissões pertencentes aos Grupos 1 e 2 do ISCO (Classificação Internacional Uniforme de Ocupações)] em que exista uma carência especial nesse estado membro. Os estados-membros também podem exigir o cumprimento de outros critérios relativos às normas laborais ou ao local de residência. Os estados-membros podem limitar o número de candidatos ao Cartão Azul UE admitidos por país de origem por meio de quotas, nos termos do artigo 79.º, n.º 5, do TFUE.
No momento da sua concessão, será especificado no Cartão Azul o período de duração da referida permissão de trabalho, que normalmente varia entre 1 e 3 anos.
Depois de obter o Cartão Azul UE, o requerente é obrigado nos termos da Diretiva (UE) 2021/1883 a notificar as autoridades nacionais de imigração sempre que mudar de emprego dentro dos primeiros dois anos do período de duração da permissão de trabalho ou se não puder trabalhar nos estados-membros da UE dentro de 18 meses.

## Benefícios
O Cartão Azul foi criado para facilitar a mudança de trabalhadores estrangeiros altamente qualificados para todos os estados-membros da União Europeia e oferece várias vantagens, mais favoráveis, em relação aos demais tipos de autorização de residência.
Por exemplo, a Alemanha optou por oferecer os seguintes benefícios adicionais ao estrangeiro titulares do Cartão Azul:
- procedimento simplificado para obtenção de Visto de entrada na Alemanha,
- obtenção de Autorização de Residência Permanente após apenas (27) vinte e sete meses de estadia (a regra geral da UE/ EEE é de, no mínimo, 5 anos de estadia), desde que comprove já ter aprendido conhecimentos específicos da língua alemã após os primeiros (21) vinte e um meses da estadia,
- o cônjuge do estrangeiro titular do Cartão Azul não necessita de ter conhecimentos de língua alemã quando se muda. Além disso, o cônjuge após a mudança para a Alemanha e a recepção do seu Cartão de Residência de membro da família de um cidadão da União pode começar logo a exercer atividades laborais.

## Condições

### Acesso ao mercado de trabalho
Durante os primeiros dois anos de emprego assalariado (por conta de outrem) do titular do Cartão Azul UE num determinado país da UE, uma mudança de emprego requer o consentimento por escrito das autoridades nacionais de imigração, caso contrário o Cartão Azul UE pode ser retirado. O início de um emprego noutro país da UE pode ocorrer após 18 meses de estadia no primeiro país e requer a comunicação às autoridades nacionais de imigração do estado-membro da UE de destino.

### Os direitos e vantagens do titular do cartão azul
O titular do Cartão Azul UE tem direitos iguais aos dos cidadãos da UE no âmbito definido no artigo 18.º da Diretiva. Os titulares do Cartão Azul UE beneficiam de condições mais favoráveis do que os outros titulares de autorizações de residência de países terceiros para o Reagrupamento Familiar, a deslocação dos membros da família de um estado-membro para outro e para a obtenção de uma autorização de residência de longa duração na União Europeia.

### Preenchendo um requerimento
O candidato deverá apresentar os seguintes documentos:
- forma;
- CV, que deverá incluir dados de contato e certificado de inexistência de antecedentes criminais;
- contrato de trabalho;
- diploma comprovativo do ensino superior;
- passaporte válido;
- carteira de trabalho;
- plano de saúde;
- 3 fotos 35x45mm;
- confirmação do pagamento da taxa (em 2023, a taxa mais baixa foi na Bulgária – apenas 55 euros);[17]

Os candidatos são notificados da decisão no prazo de 90 dias após a apresentação do pedido. Se o contrato de trabalho for de 2 anos ou mais: a autorização é válida pelo período padrão estabelecido pelos Estados membros (mínimo 24 meses). Se o contrato de trabalho for inferior a 2 anos: a licença é válida pela duração do contrato + 3 meses (máximo 24 meses).

### Fundamentos de indeferimento de um pedido de Cartão Azul UE
Nos termos do artigo 7.º da Diretiva, os estados-membros da UE indeferem obrigatoriamente um pedido de Cartão Azul UE quando:
- Não for cumprido o disposto nos critérios de admissão
- Os documentos apresentados tiverem sido obtidos de forma fraudulenta, ou tenham sido falsificados ou alterados
- O nacional de um país terceiro em causa for considerado uma ameaça para a ordem pública, a segurança pública ou a saúde pública
- A empresa do empregador estiver estabelecida ou operar com o objetivo principal de facilitar a entrada de nacionais de países terceiros.

Um estado-membro da UE pode também, nos termos do artigo 7.º da Diretiva, indeferir um pedido de concessão de um Cartão Azul UE:
- Sempre que as autoridades competentes do estado-membro, após análise da situação do mercado de trabalho, designadamente quando exista um elevado nível de desemprego, concluírem que a vaga em questão pode ser preenchida por um trabalhador nacional ou da União, por nacionais de países terceiros que residam legalmente no estado-membro em causa e já façam parte do seu mercado de trabalho por força do direito nacional ou da União, ou por residentes de longa duração na UE que desejem mudar-se para esse estado-membro para efeitos de emprego altamente qualificado, nos termos do capítulo III da Diretiva 2003/109/CE
- Sempre que o empregador não tenha respeitado as suas obrigações legais em matéria de segurança social, fiscalidade, direitos laborais ou condições de trabalho
- Sempre que a empresa do empregador estiver a ser, ou tiver sido, dissolvida nos termos da legislação nacional em matéria de insolvência, ou não estiver a ser desenvolvida qualquer atividade profissional
- Sempre que o empregador tiver sido sancionado pela contratação de nacionais de países terceiros em situação irregular, em conformidade com o artigo 9.º da Diretiva 2009/52/CE do Parlamento Europeu e do Conselho, ou por trabalho não declarado ou emprego ilegal, de acordo com o direito nacional
- Com vista a assegurar o recrutamento ético em profissões que registam falta de trabalhadores qualificados nos países de origem, nomeadamente com base num acordo que enumere as profissões para esse efeito, quer entre a União e os estado-membro, por um lado, e um ou mais países terceiros, por outro, quer entre estados-membros, por um lado, e um ou mais países terceiros, por outro.

### Motivos de retirada ou não renovação do Cartão Azul UE
Nos termos do artigo 8.º da Diretiva, um estado-membro da UE retira ou recusa obrigatoriamente a renovação de um Cartão Azul UE se:
- O Cartão Azul UE ou os documentos apresentados tiverem sido obtidos de forma fraudulenta, ou tiverem sido falsificados ou alterados
- O nacional de um país terceiro em causa já não possuir um contrato de trabalho válido para efeitos de emprego altamente qualificado
- O nacional de um país terceiro em causa já não for detentor das qualificações previstas nos critérios de admissão
- O salário do nacional de um país terceiro em causa deixar de estar em conformidade com o limiar salarial estabelecido para a concessão do Cartão Azul UE nesse estado membro

Um estado-membro da UE, nos termos do artigo 8.º da Diretiva, pode retirar ou recusar a renovação de um Cartão Azul UE:
- Por razões de ordem pública, de segurança pública ou de saúde pública
- Se adequado, quando o empregador não tiver respeitado as suas obrigações legais em matéria de segurança social, fiscalidade, direitos laborais ou condições de trabalho
- Quando o titular de um Cartão Azul UE não dispuser de recursos suficientes para a sua própria subsistência e, se for o caso, a subsistência dos membros da sua família sem recorrer ao sistema de assistência social desse estado-membro
- Quando o titular do Cartão Azul UE residir no estado-membro por razões diferentes daquelas pelas quais a residência foi autorizada
- Quando tiverem deixado de estar preenchidas as condições ao abrigo das normas legais aplicáveis, previstas nas convenções coletivas ou decorrentes das práticas dos setores profissionais pertinentes para efeitos de emprego altamente qualificado
- Quando o titular de um Cartão Azul UE não tiver cumprido os procedimentos pertinentes previstos nas condições para acesso ao mercado de trabalho
- Quando o titular de um Cartão Azul UE tenha deixado de ser titular de um documento de viagem válido, desde que, antes de retirar o Cartão Azul UE, esse estado-membro tenha estabelecido um prazo razoável que permita a esse titular de um Cartão Azul UE obter e apresentar um documento de viagem válido
- Quando o titular de um Cartão Azul UE não preencher as condições de mobilidade ao abrigo do Capítulo V da Diretiva.

O estado-membro pode retirar o Cartão Azul UE quando o titular não dispõe de recursos para sustentar a si e à sua família, mas a mera apresentação de um pedido de assistência à segurança social só é motivo para a retirada do Cartão Azul UE se o seu titular tiver sido previamente informado por escrito pelo estado-membro da possibilidade de retirada do Cartão Azul UE. O desemprego temporário não é motivo para retirar o Cartão Azul UE desde que esse período não seja superior a três meses.

## Reação internacional
Após a apresentação da proposta, ela recebeu fortes insultos de alguns governos de países em desenvolvimento, pela sua funcionalidade ter sido entendida como uma forma de arrebanhar trabalhadores altamente qualificados. O Ministro da Saúde da África do Sul, Manto Tshabalala-Msimang, destacou o fato de que vários países africanos já sofrem com a imigração de profissionais de saúde qualificados e disse que esta proposta podia agravar a situação. O professor marroquino de direito económico internacional Tajeddine El Husseini foi mais longe, afirmando que esta "é uma nova forma de colonização, de discriminação, e será muito difícil encontrar apoio para ela entre os países do sul".
Uma tese de 2011 de A. Björklund sobre os Possíveis Impactos da Diretiva do Cartão Azul da UE nos Países em Desenvolvimento de Origem por meio da Migração de Trabalhadores Qualificados, com foco na República do Mali, conclui que os migrantes malianos qualificados em geral parecem partir com a intenção de em princípio, retornar ao seu país de origem após um determinado período de tempo, trazendo consigo significativo capital humano na forma de competências, experiência, informação e uma visão diferenciada sobre os métodos de trabalho. Durante a sua estada no exterior, as remessas de expatriados costumam representar uma importante fonte de receita para o país de origem.